# Троицкое (Свердловский район)
Троицкое — село в Свердловском районе Орловской области. Входит в состав Кошелёвского сельского поселения. Население — 7 чел. (2010).

## География
Село расположено на берегах рек Малая Рыбница и ее притока Бич.
Уличная сеть представлена тремя объектами: Полевая улица, Раздольная улица и Сосновый переулок.
Географическое положение: в 13 километрах от районного центра — посёлка городского типа Змиёвка, в 34 километрах от областного центра — города Орёл и в 356 километрах от столицы — Москвы.

## Население
| 2010 |
| ---- |
| 7    |